# Andrey Novakov
Andrey Novakov, né le 7 juillet 1988 à Pazardjik, est un homme politique bulgare, membre des Citoyens pour le développement européen de la Bulgarie (GERB). 
Depuis 2014, il est député européen, auquel il est le plus jeune député à son entrée en service.
Il est l'initiateur et créateur du Programme d'entrepreneuriat pour la jeunesse ''A.L.E.C.O.'' (Achieving Leadership, Entrepreneurship and Collaboration Opportunities). Il a pris la place de Tomislav Donchev, qui est devenu vice-premier ministre dans le deuxième gouvernement de GERB en Bulgarie. Novakov est membre de la commission du développement régional, membre suppléant de la commission des budgets et la commission du contrôle budgétaire,. Il est lauréat du magazine Forbes dans son classement 30 de moins de 30 pour les jeunes personnes les plus réussies dans la section « Politique ».

## Biographie

### Formation
Andrey Novakov est né à Pazardjik, mais a grandi dans le village de Mominia Klisura, où il a étudié à l'école primaire St. Kliment d'Ohrid jusqu'à l'âge de 7 ans. Il a terminé ses études secondaires à l'Ecole Professionnel Supérieure d'Electrotechnique et Automatique (ancien Kirov) à Sofia avec profil "Centrales électriques, réseaux et systèmes". Des années plus tard, Andrey Novakov s'est installé à Blagoevgrad, où il a suivi en parallèle deux programmes master à l'université de Sud-Ouest Neofit Rilsk. 
En 2011, il a acquis un diplôme de baccalauréat en "Administration publique" dans le cadre duquel il a suivi des cours de technologies de gestion et de gestion éducative. Il a étudié, théorie de la gouvernance, gouvernance locale, etc. En 2014, il a acquis un diplôme en droit spécialisé dans le domaine des sciences juridiques.
En novembre 2014, il est spécialisé dans les États-Unis d'Amérique dans un programme pour les jeunes leaders du monde entier, qui comprenait un placement dans le département d'État américain et le Pentagone.

### Expérience professionnelle
De 2008 à 2011 Andrey Novakov a été président du Parlement des étudiants à la Faculté de droit et d'histoire de l'Université Neofit Rilsk où il a été réélu pour un second mandat. Il a été pendant quelque temps rédacteur en chef du journal d'étudiants "Vestnikat" ("Le Journal"). En 2011, il a été élu pour vice-président de la plus grande organisation d'étudiants en Europe - European Democrat Students. En 2012, il a été le seul vice-président à être réélu à son poste. De 2011 à 2014 il a travaillé au sein de la municipalité de Blagoevgrad en tant qu'expert en relations publiques, dans l'équipe du maire Atanas Kambitov. Au sein de l'administration de la ville il a travaillé activement sur des sujets liés à la politique médiatique de la municipalité, ainsi que sur ses activités internationales. En étant président du Parlement des étudiants, il est devenu membre du parti politique GERB à Blagoavgrad.
En tant que président du Parlement des étudiants, il est devenu membre du parti politique GERB à Blagoevgrad. Il a successivement occupé les postes de Coordonnateur régional de la Jeunesse au sein de GERB - Blagoevgrad, Secrétaire international de la jeunesse en GERB, ainsi qu'un candidat pour membre du parlement bulgare émis du milieu de la région électorale numéro 1.
Dans sa qualité de membre du Parlement européen, Andrey Novakov a été élu en tant que rapporteur du Parlement européen sur des sujets liés à l'efficacité du transport interne de l'eau en Europe, évaluation du cadre financier pluriannuel, l'évaluation du programme pour la jeunesse de l'UE Erasmus+, etc. Il a aussi été désigné un rapporteur fictif sur le projet de modification du budget de l'UE en ce qui concerne la cohésion territoriale et sociale, et un certain nombre de rapports sur l'aide financière aux entreprises qui ont souffert de la crise économique globale.  
Il travaille dans le domaine de l'emploi des jeunes, la réduction de la bureaucratie dans l'absorption des fonds européens, le plan Juncker, ainsi que des sujets liés au budget de l'UE. À la fin de 2015, le Parlement européen a adopté une résolution initiée par Mr Novakov pour réduire la bureaucratie dans les fonds de l'UE avec une majorité de plus de 90 % des voix. 

### Activités politiques
Au sein de la Commission du développement régional, il se concentre principalement sur la période de programmation 2014-2020. Son initiative la plus importante au sein de ce comité est l'initiative de simplification du financement de l'UE, adoptée en plénière en Novembre 2015. Il est également impliqué dans le cadre financier pluriannuel (CFP) révision/examen, Comment mieux exploiter le potentiel des petites et moyennes entreprises (PME), etc.
Dans le Comité des budgets, ses activités sont principalement liées à la réglementation EFSI, Initiative pour l'emploi des jeunes, Erasmus + etc. Son but est d'investir davantage axée sur les résultats dans l'emploi des jeunes, l'innovation et les PME. Plus tôt en 2015, le Parlement européen a adopté avec 95 % des votes le rapport Novakov pour le décaissement de 16,8 millions d'euros pour les régions inondées en Bulgarie et en Grèce. En outre, il a travaillé sur des dossiers pour plus de 8,6 millions d'euros alloués à l'appui des mesures actives d'emploi pour les travailleurs licenciés en Italie, en Belgique et en France.
Récemment Andrey a fait partie de la délégation du Parlement européen au cours des négociations de 2016 sur le budget de l'UE. Sa position était plus de financement pour Horizon 2020, Erasmus+ et l'emploi des jeunes.
Au sein de la commission du contrôle budgétaire, Andrey Novakov travaille pour l'emploi des jeunes et l'amélioration des projets d'investissement actuels et futurs. Il a été nommé en tant que rapporteur et un rapporteur fictif dans le domaine des équipes d'action jeunesse, garantie pour la jeunesse, l'efficacité des coûts des PC7 et voies navigables de l'UE Transport.
Andrey Novakov participe activement à la délégation de l'Assemblée parlementaire euro-latino-américaine, où il est co-président de la Commission du développement durable, de l'environnement, la politique énergétique, la recherche, l'innovation et la technologie.
Le 4 juin 2015, il a été élu co-président élu de la Commission du développement durable dans le cadre d'EUROLAT. Le 6 octobre 2015, le Parlement européen a approuvé son rapport "Novakov" à la suite duquel Bulgarie a reçu une aide financière de 6 377 000 € pour faire face aux conséquences des inondations et l'hiver de la même année.
Andrey Novakov est également parmi les auteurs du rapport pour l'allocation de 380 000 € pour l'assistance technique au plus grand fonds américain en faveur des personnes qui ont perdu leur emploi - le Fonds européen d'ajustement à la mondialisation.